# JohannisthalSynchron
Die Johannisthal Synchron GmbH war ein Produktionsunternehmen für die Synchronisation von Filmen und Serien mit Sitz in Berlin-Johannisthal. Sie ging aus dem DEFA Studio für Synchronisation hervor.

## Geschichte

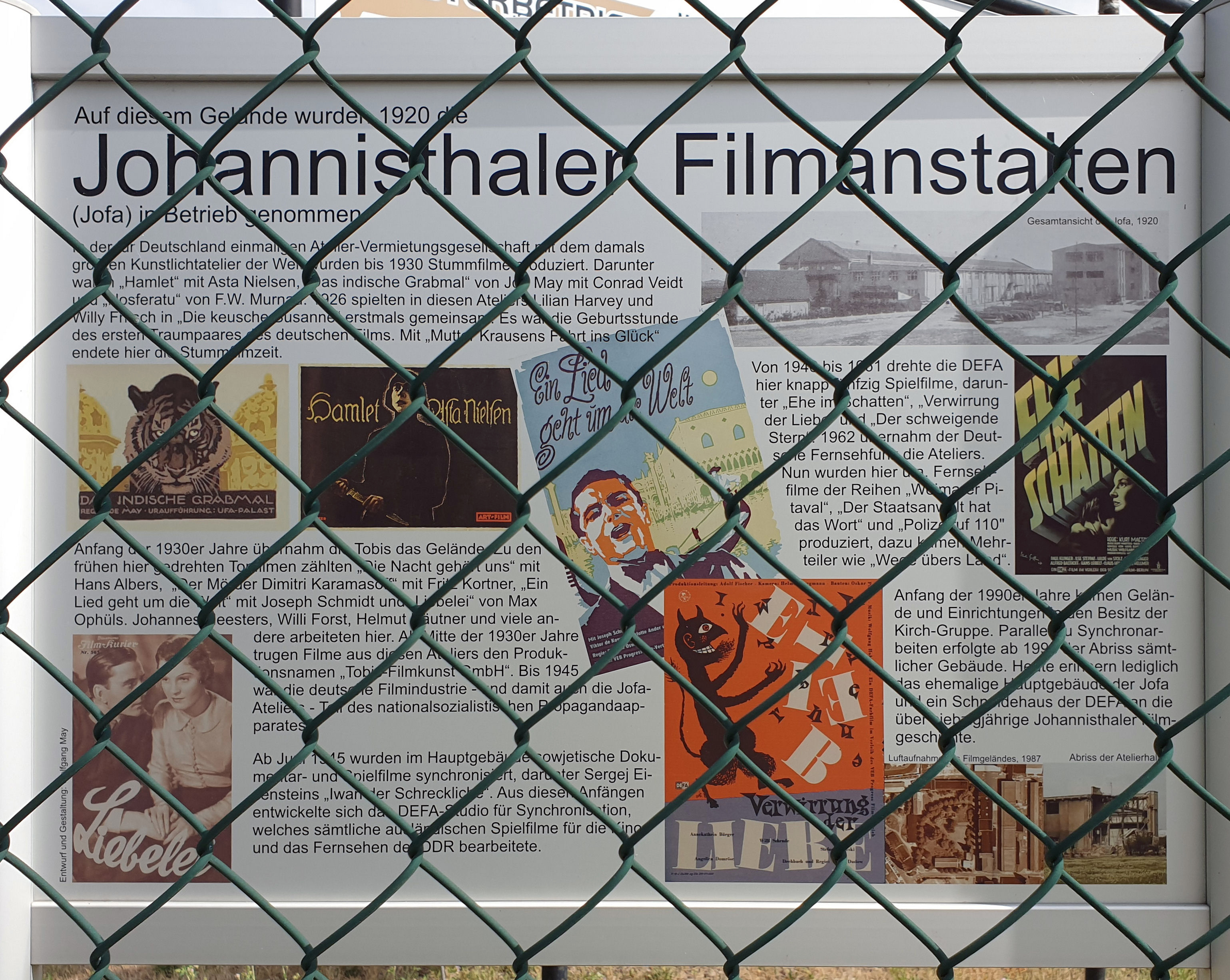
Gedenktafel am Segelfliegerdamm 97, in Berlin-Johannisthal

Am 20. Januar 1920 wurden in einer ehemaligen Werkshalle der Albatros Flugzeugwerke die Johannisthaler Filmanstalten GmbH (Jofa) gegründet. Im Jahr 1933 übernahm Tobis die Ateliers.
Bereits kurz nach Kriegsende, am 6. Juni 1945, wurde in Johannisthal mit der Synchronisation sowjetischer Filme für die deutschen Kinos begonnen, da hier die meisten technischen Anlagen noch funktionstüchtig waren. Unter der Dialogregie von Wolfgang Staudte entstand die Synchronfassung von Iwan der Schreckliche, die im August 1945 ihre Deutschlandpremiere hatte.
Nach der Gründung der DEFA im Jahr 1946 richtete diese in den Tobis-Ateliers eine eigene Synchronabteilung ein. Die Studios wurden ihr 1952 im Rahmen der Verstaatlichung übereignet. In Johannisthal entstand die zentrale Produktionsstätte zur Herstellung deutschsprachiger Fassungen ausländischer Filme in der DDR. Ab 1955 firmierte der Betrieb als DEFA Studio für Synchronisation, der direkt der Hauptverwaltung Film im Ministerium für Kultur unterstellt war. Von 1952 bis 1989 wurden über 7000 Spielfilme bzw. Serienfolgen synchronisiert. Weitere Studios der Firma befanden sich in Weimar und Leipzig.
Ab dem 1. Juli 1990 stand das DEFA Studio für Synchronisation unter Obhut der Treuhandanstalt, die das Unternehmen in die DEFA Synchron GmbH überführte. Zum 1. Juli 1992 erfolgte die Übernahme durch die Kirch-Gruppe um die Umbenennung in JohannisthalSynchron GmbH. In den folgenden Jahren entstanden hauptsächlich Synchronfassungen von Fernsehserien und -filmen für den Mutterkonzern Kirch. Zu den bekanntesten Bearbeitungen der JohannisthalSynchron zählt die 13-teilige Filmreihe Die Bibel (1995–2003).
Nach dem Zusammenbruch der Kirch-Gruppe stellte die JohannisthalSynchron das operative Geschäft zum 31. Dezember 2004 im Rahmen einer geordneten Betriebsschließung ein. Ihre Geschäftstätigkeit beschränkt sich seitdem auf die Verwaltung des in ihrem Eigentum stehenden Grundbesitzes.